# Chrysophyllum prieurii
Chrysophyllum prieurii – gatunek drzew należących do rodziny sączyńcowatych. Występuje na obszarze północno–zachodniej części Ameryki Południowej.